# جو لایدن (بوکسور)
جو لایدن (انگلیسی: Joe Lydon؛ ۲ فوریهٔ ۱۸۷۸ – ۱۹ اوت ۱۹۳۷) یک بازیکن فوتبال و بوکسور اهل ایالات متحده آمریکا بود.
وی در بازی‌های المپیک تابستانی ۱۹۰۴ در ورزش فوتبال به مدال نقره و در ورزش بوکس به مدال برنز دست پیدا کرده‌بود.